# 奇瑞QQ
奇瑞QQ （代号 S11） 是中国汽车制造商奇瑞汽车公司于2003年推出的一款微型车。在2006年奇瑞公司推出其三箱版本升级版奇瑞QQ6后，原车型更名为QQ3。

## 历史
在中国大陆市场该车型售价3万到4.5万人民币，在欧洲市场售价约在5000欧元左右，取代雷诺公司的Dacia Logan成为了市场上最便宜的车型。在伊朗由当地的莫迪兰公司（Modiran Vehicle Manufacturing Company）引进组装生产，并取名以MVM 110销售。 
奇瑞QQ配有以下两种排量的引擎（均符合欧III标准）:
- 0.8 L SQR372 I3 DOHC 12v — 38 kW at 6000 rpm, 70 N·m at 3500 rpm
- 1.1 L SQR472F I4 DOHC 16v — 50 kW at 6000 rpm, 90 N·m at 3500 rpm

## 争议
该车型自诞生之日其外型就在知识产权方面饱受的争议，通用汽车公司宣称奇瑞QQ抄袭了该公司旗下的产品雪佛兰乐驰（Chevrolet Spark）与大宇 Matiz，并将其告上法院。通用公司行政人员甚至声称QQ车的车门无须修改就可以用在雪佛兰乐驰上。